# Правило Миранды

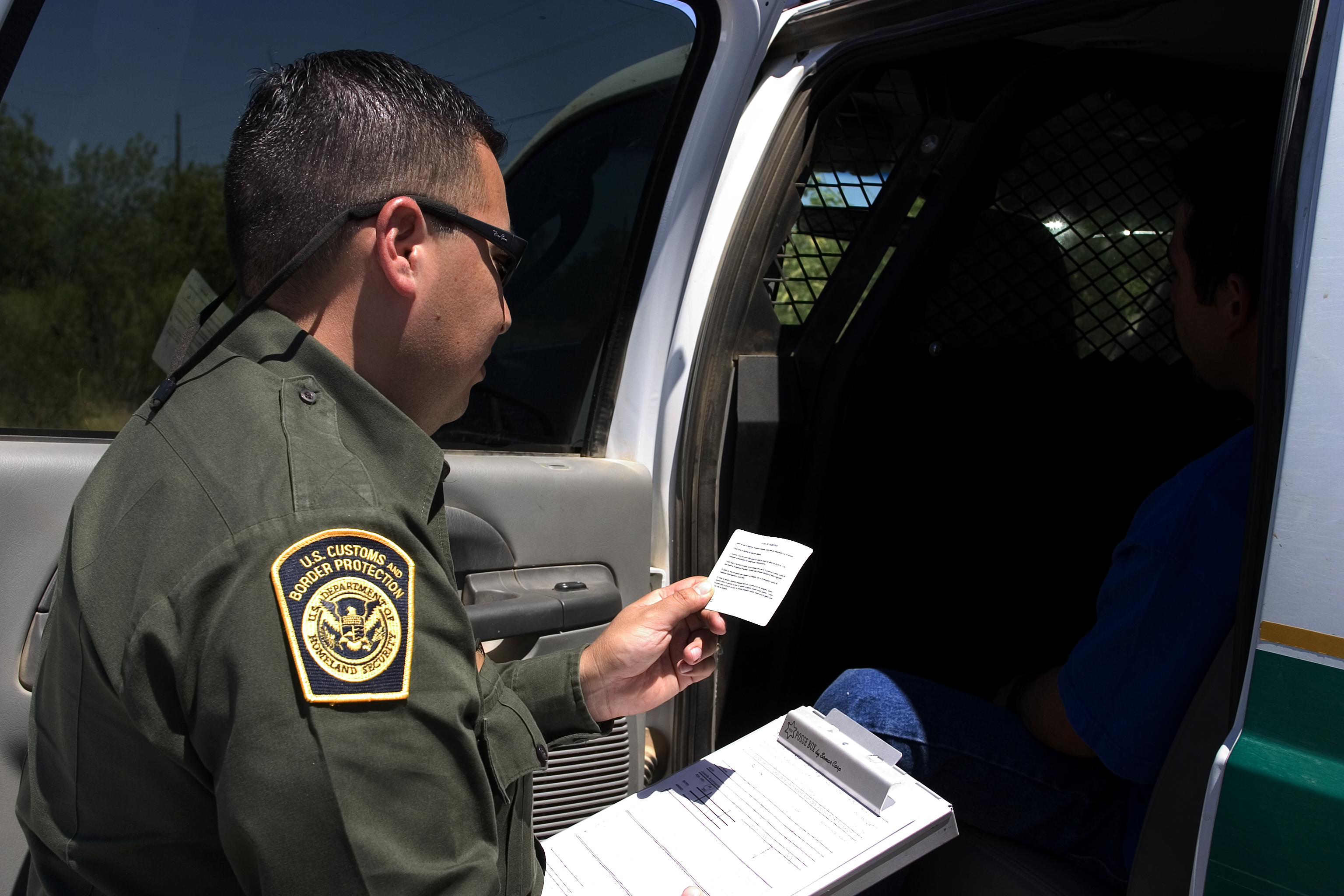
Американский пограничник (CBP) зачитывает права задержанному

Пра́вило Мира́нды (англ. Miranda warning) — юридическое требование в Соединённых Штатах Америки, согласно которому во время задержания задерживаемый должен быть уведомлен о своих правах, а задерживающий его сотрудник правопорядка обязан получить положительный ответ на вопрос, понимает ли он сказанное.
Правило Миранды возникло вследствие исторического дела Миранда против Аризоны и названо именем обвиняемого Эрнесто Миранды, чьи показания были исключены из материалов дела как полученные в нарушение пятой поправки. Миранда тем не менее был осуждён на основании других материалов дела.

## История
Правило Миранды было введено решением Верховного суда США в 1966 году с целью обеспечения права не свидетельствовать против себя (лат. nemo tenetur se ipsum accusare). С тех пор любая информация, полученная от задержанного в ходе допроса до того, как ему были зачитаны его права, не может считаться допустимым доказательством.
В последние десятилетия XX века, по примеру США, аналогичные правила были приняты во многих других странах.

## Формулировка
Судебное решение в деле «Миранда против Аризоны» определило только перечень прав, о которых должно быть сообщено подозреваемому, оставив выбор конкретной формулировки на усмотрение должностных лиц правоохранительных органов, осуществляющих задержание.
Формулировки в разных штатах различаются, наиболее типичной является следующая:

Вы имеете право хранить молчание. Всё, что вы скажете, может быть и будет использовано против вас в суде. Вы имеете право на присутствие адвоката во время допроса. Если вы не можете оплатить услуги адвоката, он будет предоставлен вам государством. Ваши права вам понятны?
Оригинальный текст (англ.)
You have the right to remain silent. Anything you say can and will be used against you in a court of law. You have the right to have an attorney present during questioning. If you cannot afford an attorney, one will be appointed for you. Do you understand these rights?

В штатах, граничащих с Мексикой (Техас, Нью-Мексико, Аризона, Калифорния), для лиц, не являющихся гражданами США, обычно упоминают право связаться с консулом:

Если вы не являетесь гражданином Соединённых Штатов, вы можете связаться с консулом вашей страны, прежде чем отвечать на любые вопросы.
Оригинальный текст (англ.)
If you are not a United States citizen, you may contact your country's consulate prior to any questioning.

В некоторых штатах, например Виргинии, добавляют строку «…Вы имеете право в любой момент отказаться отвечать на вопросы», чтобы показать, что согласие на допрос не означает отказ от прав, данных пятой поправкой.

## Аналогичные требования в других странах

### Австралия
Право на молчание в Австралии базируется на нормах общего права.

Вы не обязаны что-либо делать или говорить, если сами этого не желаете. Любые ваши слова или поступки могут быть использованы в качестве доказательств. Всё ли вам понятно?
Оригинальный текст (англ.)
You are not obliged to say or do anything unless you wish to do so, but whatever you say or do may be used in evidence. Do you understand?

По статистике, правом на молчание пользуются только 4—9 % обвиняемых.

### Великобритания
Согласно ст. 28 «Закона о полиции и доказательствам в уголовных делах» от 1984 года, сотрудник полиции обязан уведомить арестованного о его аресте в момент ареста или при первой практически целесообразной возможности, например, в автомобиле или при покидании места операции. После такого уведомления в соответствии с подзаконными процессуальными правилами разделом C ст. 10.1 и 10.2, руководствуясь разделом G, ст. 3 (арест, не связанный с подозрением в террористической деятельности) вышеупомянутых правил, сотрудники полиции обязаны вынести предостережение о правах арестованного. Текст предостережения всегда одинаков и произносится при каждом формальном общении сотрудников полиции и арестованного: при аресте, допросе, повторном допросе или очной ставке. Текст предостережения:

Вы не обязаны говорить что-либо. Однако это может навредить вашей защите, если вы не упомянете при допросе то, на что впоследствии собираетесь ссылаться в суде. Всё, что вы скажете, может быть использовано как доказательство.Оригинальный текст (англ.)You do not have to say anything. But, it may harm your defence if you do not mention when questioned something which you later rely on in court. Anything you do say may be given in evidence.

Более того, после ареста и доставления в полицейский участок, после проверки законности ареста сержантом КПЗ, задержанному ещё раз разъясняются права и правила содержания под стражей и удовлетворённость предоставленными основаниями для предварительного заключения под стражу, после чего ему выдаётся памятка в формате А4 на любом языке, на котором он говорит. В данной памятке содержатся все права и советы арестованному, включая право на уведомление третьей стороны о его/её аресте и праве на консультацию со своим солиситором, то есть адвокатом. Если таковой отсутствует, то обязательно разъяснение, что будет предоставлен независимый дежурный адвокат.

### Германия
Согласно § 136.1 StPO (Strafprozeßordnung, уголовно-процессуальный кодекс) обвиняемый в начале первого допроса должен быть проинформирован о следующих пунктах:
- о предъявляемом ему нарушении и соответствующих ему уголовным нормам,
- о возможности высказаться по поводу обвинений или не делать высказываний,
- в любое время и до допроса проконсультироваться с выбранным им защитником.

### Европейский союз
В Евросоюзе рассматривается предложение о введении универсальной формы — печатного уведомления о правах, которое действовало бы на всей территории стран-участниц Евросоюза. Соответствующий закон был принят парламентом Евросоюза в декабре 2011 года.

### Российская Федерация
В соответствии со ст. 223.1. УПК РФ при привлечении лица в качестве подозреваемого оно должно быть письменно уведомлено об этом, причём в уведомлении должно содержаться описание конкретного преступления, в котором подозревается данное лицо. Кроме того, при вручении уведомления дознаватель обязан разъяснить подозреваемому его права, указанные в ст. 46 УПК РФ, которые включают право на адвоката и право отказа от показаний. Эти нормы в определённой степени можно считать аналогом «правила Миранды».
В то же время российская норма сформулирована более сложно для понимания, а строгая форма разъяснения прав отсутствует. Существует статья 223.1, но её нормы относятся только к предварительному расследованию в форме дознания, которое производится в основном по преступлениям небольшой тяжести. Сходные нормы имеются и в статьях, описывающих процедуру предварительного следствия, однако сформулированы ещё менее четко. В кодексе не установлены конкретные последствия ненадлежащего уведомления подозреваемого о его правах, хотя существует общая норма о недопустимости использования доказательств, полученных с нарушением требований закона (ст. 75, ч. 1). В ряде комментариев к УПК содержатся утверждения о возможности «опровержения» нарушений требования о надлежащем уведомлении, если будет доказано, что отсутствие этого уведомления не повлияло на добровольность дачи показаний, что подтверждается и судебной практикой.
С другой стороны, УПК РФ предусматривает фактическое право отказа обвиняемого и подозреваемого от показаний, данных в ходе досудебного производства в отсутствие адвоката (ст. 75, ч. 2, п. 1), то есть в российском уголовном процессе отчасти действует противоположная зафиксированной в «правиле Миранды» норма, а именно: «не всё, что будет сказано вами, может быть использовано против вас в суде». Однако закон не устанавливает чёткого определения в отношении отказа от показаний, полученным от лиц в статусе свидетеля и лишь позднее переквалифицированных в обвиняемых, а также на использование «вторичных» вещественных доказательств, полученных на основании показаний, полученных с нарушением закона (например, если подозреваемый, не будучи уведомлен о своих правах, выдал местонахождение тайника с похищенным или с орудиями преступления). В целом, нормы российского законодательства, сходные с «правилом Миранды», также направлены на предотвращение самооговора подозреваемых под психологическим или физическим воздействием в ходе расследования, как и в США.

### Франция
Во Франции задержанный должен быть уве́домлен о максимальном сроке задержания, праве сообщить родственникам или работодателю о задержании, праве на медицинский осмотр и консультацию адвоката.
Обвиняемый в совершении преступления должен быть уве́домлен о своём праве хранить молчание, делать заявления и отвечать на вопросы. Все разъяснения должны быть сделаны на языке, понятном обвиняемому.